# József János Ádám liechtensteini herceg
József János Ádám (Josef Johann Adam von und zu Liechtenstein; 1690. május 25. – 1732. december 17.) a Liechtensteini hercegség uralkodója 1721 és 1732 között.  

## Élete
Anton Florian von Liechtenstein és Eleonore Barbara von Thun-Hohenstein gyermekeként született. Ő volt az egyetlen fiuk, aki megérte a felnőttkort. Ifjúkorától kezdve a császári hadseregben szolgált. A spanyol örökösödési háborúban elkísérte apját (aki a spanyol királlyá választott Károly főherceg főminisztere volt) az Ibériai-félszigetre. Miután Károlyt német-római császárrá választották, József részt vett a koronázáson és kinevezték kamarásnak. Egy évvel később a morvaországi országgyűlésen a császár képviselőjeként (Prinzipalkommissar) volt jelen. 
1721-ben apja halála után ő lett a Liechtenstein ház feje; ugyanebben az évben felvették az Aranygyapjas rendbe. 1723-tól tagja volt a Titkos tanácsnak. Az 1729/30-as sziléziai hercegi tanácsot ő nyitotta meg a császár nevében. 
Apja nagyvonalú költekezései után József takarékosabban gazdálkodott, igyekezett távol tartani magát a költséges udvari élettől és inkább birtokait igazgatta. Nagy erőfeszítéseket fejtett ki, hogy az I. János Ádám halála után az örökségen marakodó családtagokat lecsillapítsa, bár igyekezetét nem mindig koronázta siker. 
József János Ádám 172. december 17-én halt meg Feldsbergben, alig 42 éves korában. Sírja a Liechtenstein-ház hagyományos temetkezési helyén, a moraországi Vranov u Brna községben található. Címeit és birtokait kiskorú fia, János Nepomuk Károly örökölte; felnőtté válásáig a dinasztia ügyeit József unokatestvére, József Vencel intézte.

## Családja
József János Ádám négyszer házasodott. 1712-ben feleségül vette távoli unokatestvérét (I. János Ádám lányát) Maria Gabriele von Lichtensteint (1692 – 1713). Egy fiuk született: 
- Karl Anton Josef Adam Bruno (1713 – 1715)

Első felesége egy hónappal gyermekük születése után meghalt; ezután 1716 februárjában Marianne von Thun-Hohensteinnel házasodott össze, ő azonban az esküvő után 20 nappal hunyt el. 1716 augusztusában feleségül vette Maria Anna Katharina von Oettingen-Spielberget (1693 – 1729). Öt gyermekük született: 
- Maria Eleonore Johanna Walburga Josefa (1717 – 1718)
- Josef Anton Franz Johann Nepomuk (1720 – 1723)
- Maria Theresia Eleonora Walburga Innocentia (1721 – 1753) feleségül ment Josef von Schwarzenberg herceghez
- Johann Nepomuk Karl (1724 – 1748) Liechtenstein hercege
- Maria Elisabeth Eleonore (1728. május 18. – 1728. május 18.)

Harmadik feleségének halála után 1729-ben Maria Anna Kottulinskát vette el. Két gyermekük született:
- Anton Thomas Josef Franz de Paula Johann Nepomuk Adam (1730 – 1731)
- Maria Anna Josefa Antonia Franz de Paula (1733 – 1734)

## Fordítás
- Ez a szócikk részben vagy egészben  a   Josef Johann Adam (Liechtenstein) című német Wikipédia-szócikk ezen változatának fordításán alapul.  Az eredeti cikk szerkesztőit annak laptörténete sorolja fel. Ez a jelzés csupán a megfogalmazás eredetét és a szerzői jogokat jelzi, nem szolgál a cikkben szereplő információk forrásmegjelöléseként.

| Előző uralkodó: Antal Flórián | Liechtenstein hercege 1721 - 1732 | Következő uralkodó: József Vencel |